# KVV/Ridderhof
KVV/Ridderhof (Korfbalvereniging Vlaardingen, kortweg KVV) was een korfbalvereniging in Vlaardingen, in de Nederlandse provincie Zuid-Holland. Het was de grootste korfbalclub van Vlaardingen en Schiedam. Het was daarnaast de enige korfbalclub in Vlaardingen die ook op zondag speelde. KVV telde ongeveer 196 leden, en had 9 jeugdteams en 7 seniorenteams. Het eerste team van KVV speelde in eerste klasse.
Na opheffing van de club in 2016 sloten veel spelers zich aan bij SC Twist.

## Geschiedenis
De Korfbalvereniging Vlaardingen werd in september 1962 opgericht als neutrale club. Men beschikte in de begintijd nauwelijks over enige faciliteiten. Het toegezegde speelveld op het nieuwe schoolsportcomplex in de Zuidbuurt was niet beschikbaar omdat het complex nog niet gereed was, en daardoor kon er ook nog geen kleedruimte worden gebouwd. Bij gebrek aan een eigen veld moest er daarom elders een veldje worden gehuurd worden. Omdat hier de omkleedruimte ontbrak, kon men geen andere clubs ontvangen en waren alleen uitwedstrijden mogelijk. Voor de binnentraining werd gebruik gemaakt van een gymzaal in een school.
In april 1970 werd een veld in gebruik genomen aan de Willem de Zwijgerlaan. De gemeente financierde een tijdelijke kleedruimte. In 1977 werd hier het nieuwe clubhuis in gebruik genomen. Tien jaar later volgde een nieuwe kleedruimte.
In 2016 werd de vereniging opgeheven. De club zat toen aan de Korhoenlaan in Vlaardingen en beschikte over onder andere een kantine met vergaderruimte, een groot veld, kleedkamers en een dakterras. In het zaalseizoen werd er getraind en gespeeld in de bijliggende sporthal.